# Sondika
Sondika város Spanyolországban,  Bizkaia tartományban. Sondika Bilbao, Erandio, Loiu és Zamudio községekkel határos. Lakosainak száma 4587 fő (2024).

## Népesség
A település népessége az utóbbi években az alábbiak szerint változott:
| Lakosok száma | 4001 | 4242 | 4432 | 4536 | 4548 | 4589 | 4471 | 4502 | 4521 | 4587 |
|               | 2001 | 2004 | 2007 | 2009 | 2012 | 2014 | 2017 | 2019 | 2022 | 2024 |